# Tramea abdominalis
Tramea abdominalis is een libellensoort uit de familie van de korenbouten (Libellulidae), onderorde echte libellen (Anisoptera).
De wetenschappelijke naam Tramea abdominalis is voor het eerst geldig gepubliceerd in 1842 door Rambur.